# Греко-вірменський папірус

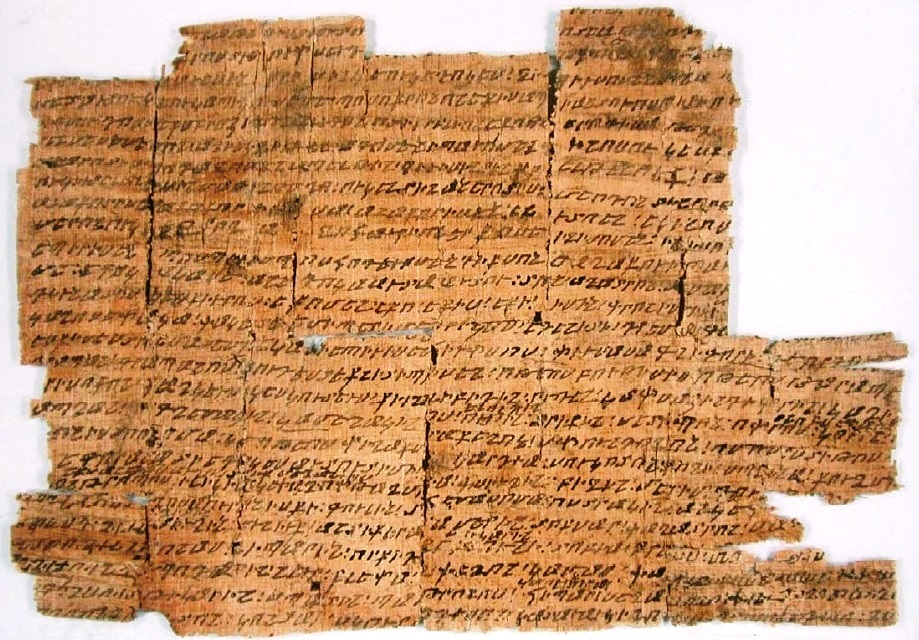
Один з фрагментів папірусу

Греко-вірменський (Вірмено-грецький) папірус — знайдений в Єгипті в кінці XIX століття папірус, що містить грецький текст вірменськими літерами. Датується між V і VII століттями. Найдавніший збережений манускрипт і єдиний папірус, написаний вірменським письмом, внаслідок чого іноді називається просто «Вірменським папірусом».

## Історія
Папірус був придбаний в кінці XIX століття французьким вченим Огюстом Кар’є в одного арабського торговця. Останній не розкрив походження товару, але Кар’є вважав, що він був знайдений під час розкопок в Ель-Фаюмі. В 1892 році він повідомив про знахідку вірменським мхітаристам у Відні і Венеції, надіславши фотографію частини папірусу. Мхітаристи активно зайнялися його дослідженням: перші уривки тексту були видані Г. Алішаном в 1892 році, а в 1897-1898 роках з'явилися статті Я. Ташяна, де вивчалось значення цього рукопису для вірменської палеографії. Ці перші дослідження видавалися вірменською і залишалися недоступними для міжнародної спільноти. У 1930-х роках знахідкою зацікавилися швейцарський вірменіст Жорж Куенде, бельгійський лінгвіст Моріс Лерой і папіролог Клер Прео, однак папірус до того часу був загублений. Не змігши встановити місцезнаходження оригіналу, вони зайнялися дослідженням тексту з фотографій Кар’є і опублікували перші результати дешифрування. У 1993 році папірус був «знову знайдений» у колекції східних рукописів Паризької національної бібліотеки американським вченим Дікраном Коюмджяном. Там само Коюмджян виявив і повну транскрипцію тексту, очевидно, зроблену Кар’є. На цей раз манускрипт привернув до себе увагу широких академічних кіл. Детальним дослідженням тексту зайнялися Коюмджян і британський лінгвіст Джеймс Клаксон.

## Зміст
Папірус складається з чотирьох пошкоджених фрагментів: двох великих (містять 27-30 рядків на кожній стороні) і двох маленьких (4-6 рядків). Великі фрагменти, очевидно, містять цілісний неперервний текст. Зміст не дозволяє визначити, яка зі сторін папірусу була написана першою. Весь текст написаний грецькою мовою вірменськими літерами. Матеріал можна розділити на 4 види:
- розмовні фрази,
- відмінювання дієслів,
- список слів, розташованих за темою,
- хрия і сентенція.

Таку ж структуру мають відомі з III століття посібники для вивчення латини греками, відомі як Hermeneumata. Вибір такого матеріалу і використання вірменських букв очевидно вказує на те, що текст був створений для навчання грецької мови вірменином, який не володіє грецьким алфавітом, але володіє вірменським письмом. Можливо, він записував текст на слух під диктування людини, яка сама смутно пам'ятала про методи своєї освіти.
Приклади з тексту
| ориг.   | ԵՊԻՒԻՍԵՆՊՈՍՊԻՒԻՍՊՈՍՀՈԴԵՒՈՄԵՆԴԻՔՍՈՆՄԵՈԴՈՆՏԻՆ                    | ԿՈՆՏԱՐՍԿՈՒՏԱՐԶՈՒՆԻՏՈԲԻԱ             | ԿԵՈԹԵՈՍՓԻՂԱՔՍԻՍԵՆՈԹԵՈՍԲՈՒԹԻՍԻՍ              |
| транс.  | επιυισενποσπιυισποσhοδενομενδιχσονμεοδοντιν                    | κονταρσκουταρζουνιτοβια             | κεοθεοσφιλαχσισενοθεοσβοιθισισ              |
| дешифр. | εποιηνσεν. πος ποιεις. πος οδενομεν. δειξον μοι οδον την.      | κονταριον, σκουταριον, ζωνη, τουβια | και ο θεος φυλαξη σεν. ο θεος βοηθησησ.     |
| пер.    | Він робить. Як ти це робиш? Куди ми йдемо? Покажи мені дорогу. | Спис, щит, ремінь, гамаші           | Хай береже тебе Бог. Хай допоможе тобі Бог. |

## Походження і датування
Враховуючи, що рукопис очевидно був написаний у Візантійському Єгипті, найпізнішим датуванням (terminus ante quem) слід вважати 640 рік (арабське завоювання Єгипту). Природною нижньою межею датування (terminus post quem) є час винаходу вірменського алфавіту (бл. 400 року). Більш точне датування папірусу пов'язане з певними труднощами. Небагатий матеріал вірменської рукописної спадщини V—VII століть не дозволяє робити однозначні висновки на основі палеографічних даних. Зміст папірусу також нічого не повідомляє про час його написання. Проте, порівнюючи з ранньосередньовічними лапідарними написами, Коюмджян прийшов до висновку, що форма букв папірусу найбільш схожа з формами написів V століття, і запропонував датувати папірус кінцем V століття або VI століттям. Лінгвістичні дослідження Клаксона також підтверджують раннє датування.
Якщо метою автора однозначно було вивчення грецької мови, то причини, що штовхнули його на такий спосіб вивчення, не до кінця зрозумілі. В академічних колах немає також консенсусу про його професію: деякі, вказуючи на значну кількість вірмен у візантійській армії і наявні в тексті військові терміни, стверджують, що він повинен був бути солдатом; інші, вважаючи, що у військового повинні були бути інші можливості вивчення мови, вважають, що він був купцем.

## Наукове значення

### Значення для вивчення єгипетського діалекту грецької мови

#### Фонетика
Знахідка папірусу вкрай важлива для вивчення розмовної грецької мови в Єгипті I тис. н. е. На відміну від всіх інших грецьких текстів, які дотримуються орфографічної норми давньогрецької мови, автор цього манускрипту очевидно погано володів грецькою мовою і був абсолютно незнайомий ні з грецькою орфографією, ні навіть з алфавітом. Написання букв, таким чином, повинно було в точності передати їх вимову. Примітно, що в папірусі зустрічаються лише 24 з 36 букв вірменського алфавіту, тобто тільки букви, що позначають звуки, що існували в давньогрецькій мові. В деяких місцях використані форми, які, згідно з ранніми припущеннями, вийшли з ужитку до IV століття. Це стосується в першу чергу гортанних. Крім того, в папірусі букві χ відповідає вірменська буква ք [kʰ], а не խ [x], що зближує даний текст з класичною нормою (в якій χ передавала придиховий змичний звук [kʰ], а не змичний [x]). Аналогічним чином, β в основному передана за допомогою букви բ, що позначає змичний [b], а не վ, що позначає фрикативний [v], незважаючи на те, що в середньогрецькій мові β слугувала для передачі фрикативного [β], а не змичного [b] як у класичній давньогрецькій. Така відповідність показує достатню віддаленість розмовної грецької Єгипту від сучасної їй літературної мови, принаймні, щодо фонетики. Ситуація ще більше ускладнюється тим, що у двох випадках β записана за допомогою ւ [w]. Крім цього, матеріал папірусу дозволяє фіксувати і прогресуючу на момент його складання зміну в звучанні букви υ, яка в більшості випадків відповідає вірменському ւ [w], але в деяких випадках записана за допомогою ի [i]. Папірус наочно демонструє різну передачу грецької літери λ: у класичній вірменській існують дві фонеми [l], що розрізняються за м'якістю/твердістю: палатальний (м'який) апроксимант [l] (передається літерою լ), і велярний (твердий) [ł] (передається літерою ղ), грецька λ передається за допомогою обох вірменських букв. Консервативність фонетики єгипетської грецької підтверджується і наявністю придиху [հ] у деяких словах.

#### Лексикон
Якщо транскрипція папірусу показує достатню консервативність у фонетиці, то його словниковий запас, навпаки, виглядає доволі просунутим. Зокрема, зустрічаються в папірусі суфікси -ioν, -αρioν і -ακιον, які дуже рідко зустрічаються у грецьких папірусах цього періоду. У тексті містяться і дивні і дуже рідкісні слова повністю відсутні в інших папірусах, наприклад λεπτοραψις (добре зашитий), ανωβλεφαρον (верхня повіка), σκνοφος (темрява), τουβια (гамаші). Проте, практично всі слова з папірусу можна знайти в інших грецьких джерелах до VII століття. Така ситуація найпевніше свідчить про консервативність письмової традиції у Візантійському Єгипті і просунутість лексикону його розмовної мови.
У деяких випадках суфікси були відкинуті, що пов'язано з тим, що у вірменській мові наголос завжди падає на останній склад. Таким чином, для вірменомовної людини наголос на передостанній (і навіть третій з кінця) склад може бути сигналом закінчення слова.
В інших випадках, однак, мова папірусу добре узгоджується з єгипетською грецькою, відомою з численних інших папірусів візантійського періоду.

### Значення для вивчення палеографії вірменського алфавіту
Для вивчення палеографії вірменського алфавіту унікального значення папірусу надає той факт, що найбільш ранні вірменські рукописи були повністю втрачені — збереглися лише невеликі фрагменти, датовані V—VII століттями і тільки два повноцінні рукописи VII—VIII століть. Власне одним із приводів для початку вивчення вірменської палеографії стала саме знахідка папірусу в кінці XIX століття. Першою капітальною працею з цієї дисципліни прийнято вважати «Огляд вірменської палеографії» мхітариста Я. Ташяна, опублікований у 1898 році, в якому той торкнувся і шрифту папірусу. Крім раннього часу написання папірусу, важливе значення має і неформальний характер його змісту — перші збережені вірменські рукописи подібного характеру написані сторіччя потому.
Папірус написаний курсивним скорописом і цей шрифт не має аналогів в інших вірменських рукописах. Більшість букв мають форму «округлого еркатагира», тоді як інші більше схожі на «болоргир» або навіть «шхагир». Ще Ташян, вивчаючи шрифт папірусу, зауважив, що він «не зовсім еркатагир, але й не болоргир, хоча останній домінує». У деяких місцях він найбільш схожий з шрифтом лапідарних написів V—VI століть, наприклад, з вірменських мозаїк в Єрусалимі і з напису на Текорській базиліці. Шрифт папірусу в деякому сенсі зміцнює точку зору, що «болоргир» і «еркатагир» співіснували пліч-о-пліч з ранніх часів. Ймовірно вже з V століття, поряд з формальним «еркатагиром», існував курсивний скоропис, що згодом розвинувся в «болоргир».

## Галерея
Чорно-білі фотокопії фрагментів папіруса

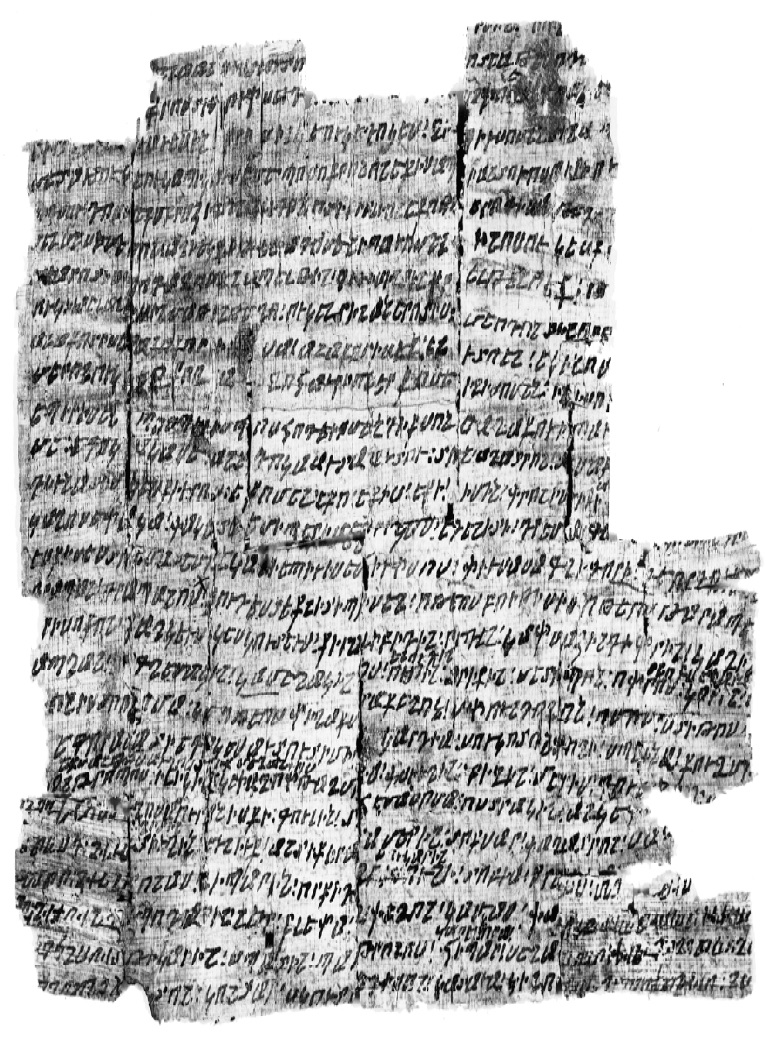
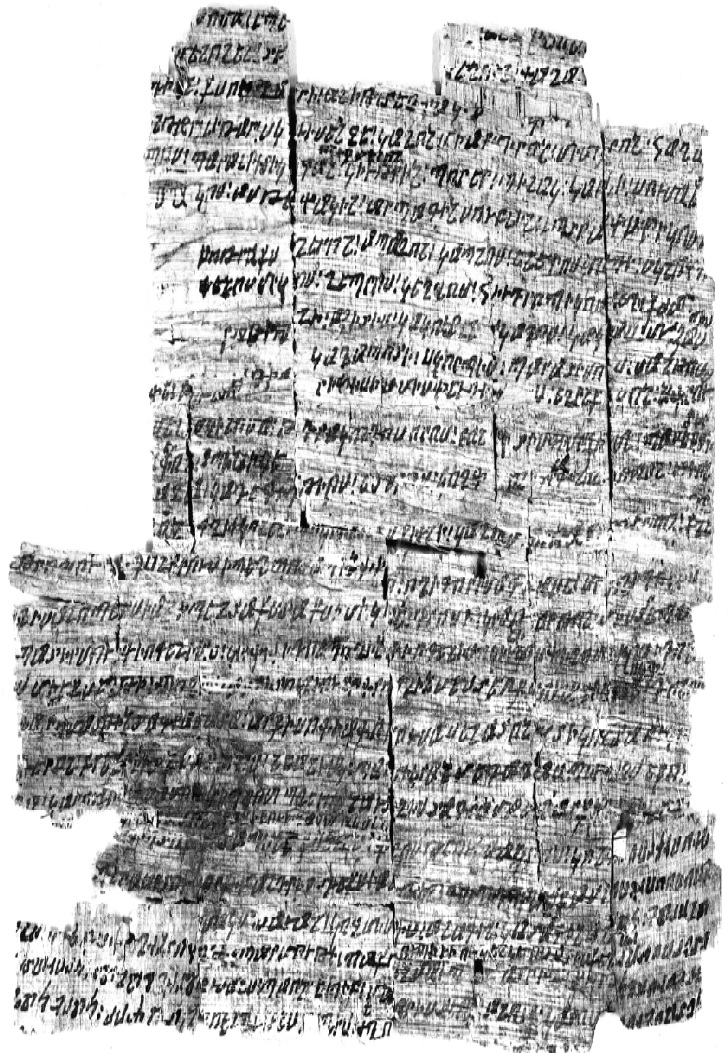
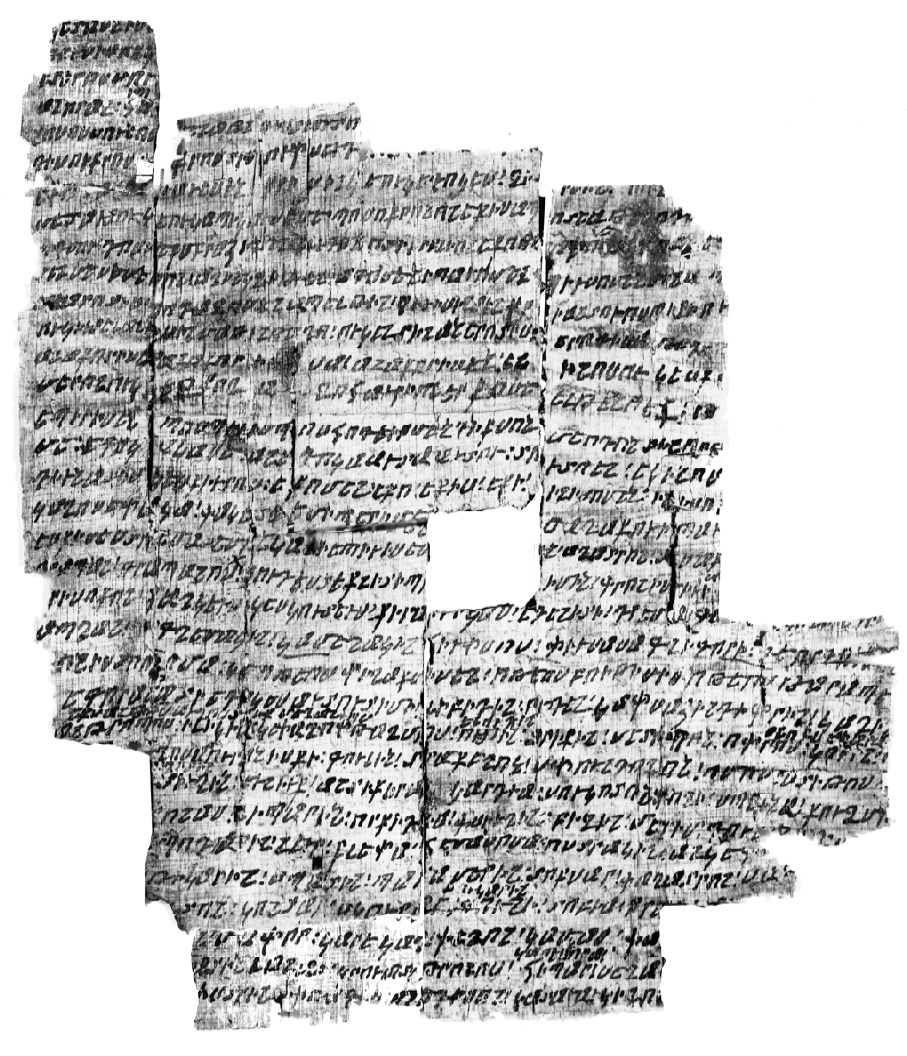
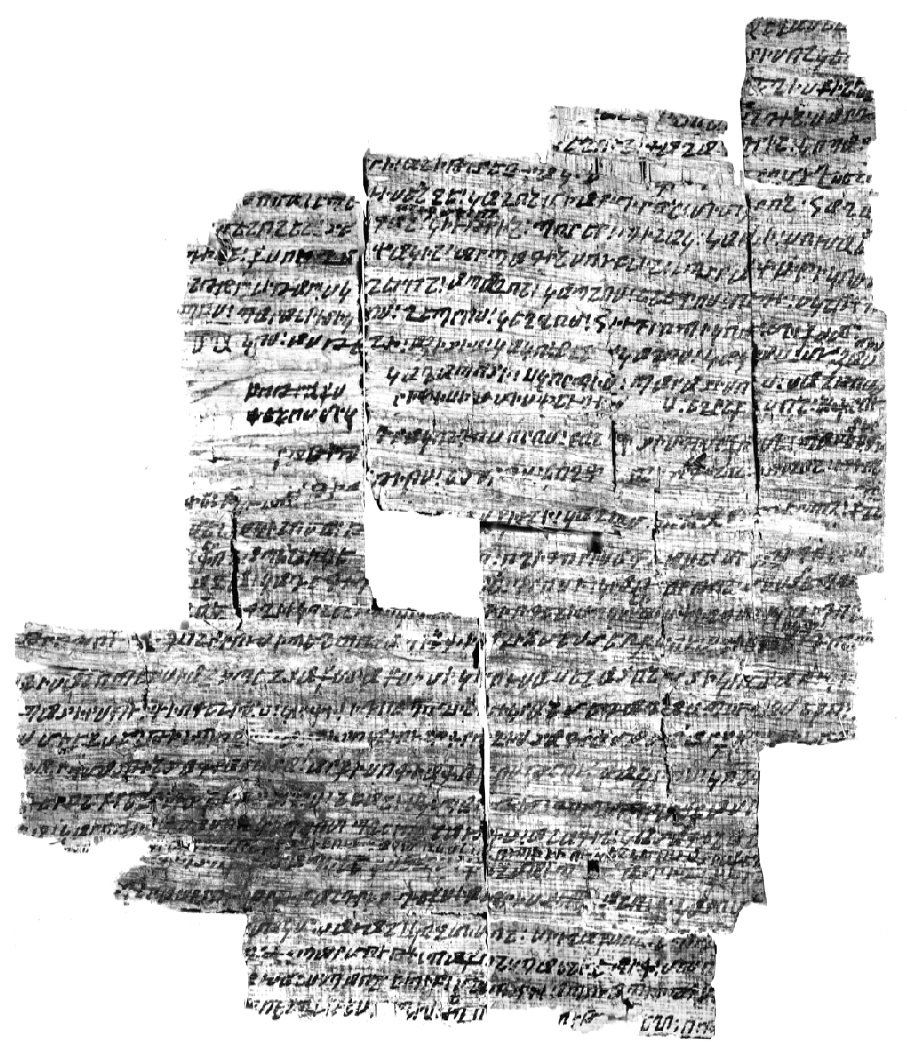

## Основна література
- James Clackson. A Greek educational papyrus in Armenian script // Proceedings of the 22nd International Congress of Papyrology. Florence.. — 2001. — С. 207—218.
- James Clackson. A Greek papyrus in Armenian script // Zeitschrift für Papyrologie und Epigraphik (129). — 2000. — С. 223—258.
- James Clackson. New Readings on the Armeno-Greek Papyrus BnF 332 Arm. // Zeitschrift für Papyrologie und Epigraphik (141). — 2002. — С. 116.
- Dickran Kouymjian. Unique Armenian papyrus // Proceedings of the 5th International Conference on Armenian Linguistics. Montreal. — 1996. — С. 381—386.
- Dickran Kouymjian. Armenian paleography: a reassessment // Scribes et manuscrits du moyen-orient. — 1997. — С. 177—188.
- Dickran Kouymjian. Notes on Armenian Codicology. Part 2: Statistics Based on Surveys of Armenian Manuscripts // Comparative Oriental Manuscript Studies Newsletter no. 6. — 2013. — С. 22—28. Архівовано з джерела 22 травня 2015.
- Dickran Kouymjian. The Archaeology of the Armenian Manuscript: Codicology, Paleography and Beyond / ed. Valentina Calzolari, Michael E. Stone // Armenian Philology in the Modern Era: From Manuscript to Digital Text. — BRILL, 2014. — С. 5—22. — ISBN 9004270965.